# Joodse parachutisten uit mandaatgebied Palestina

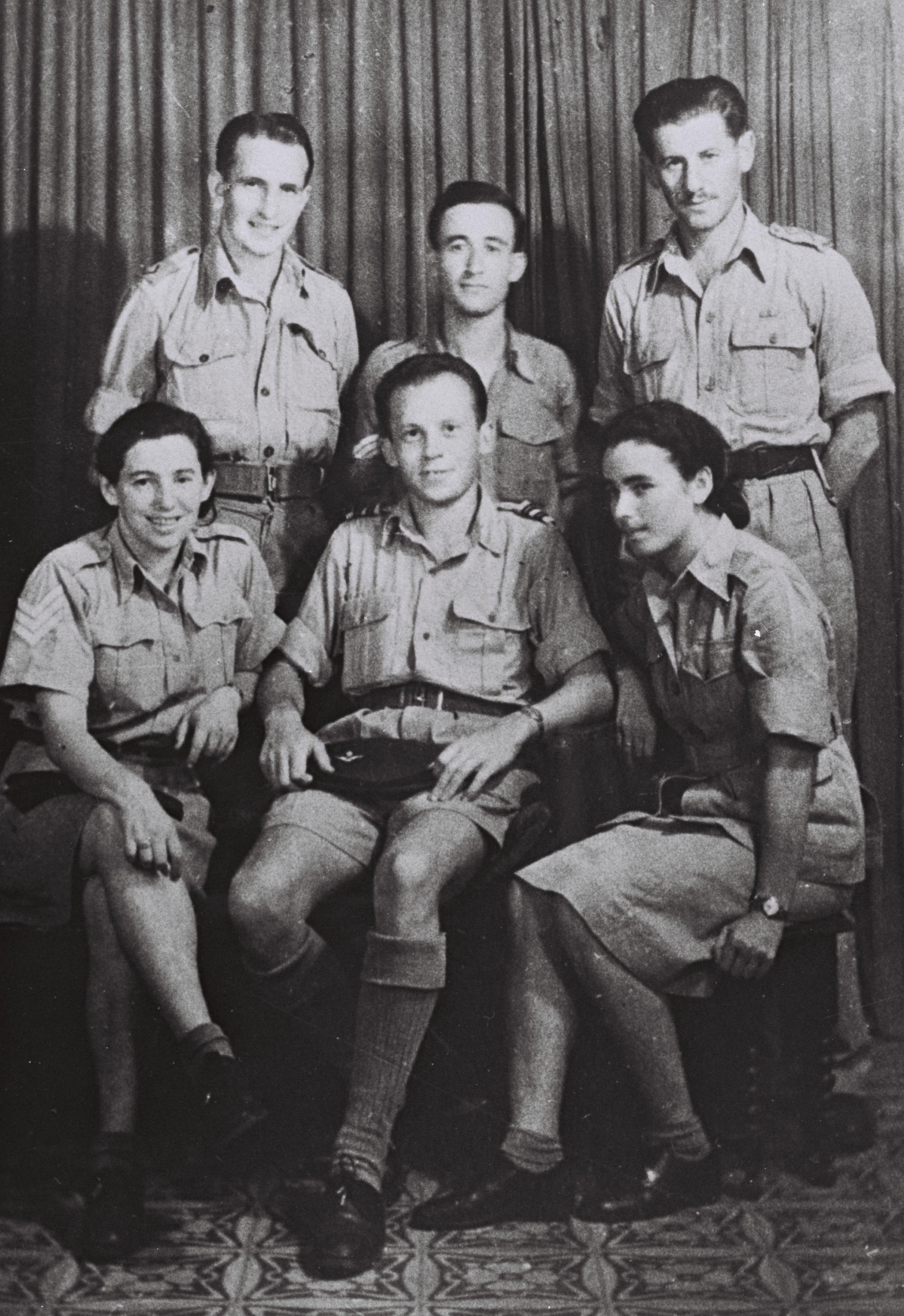
Joodse parachutisten in Italië (20 november 1944).

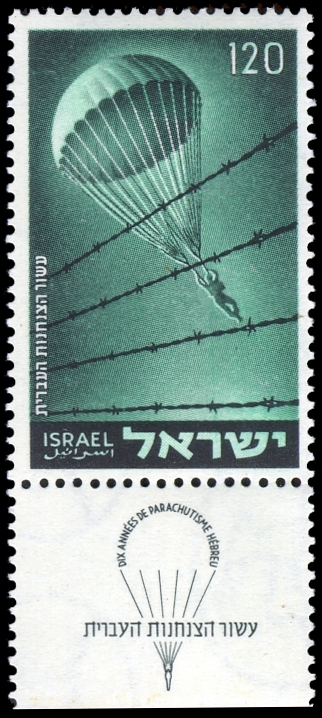
Herdenkingspostzegel uit 1955.

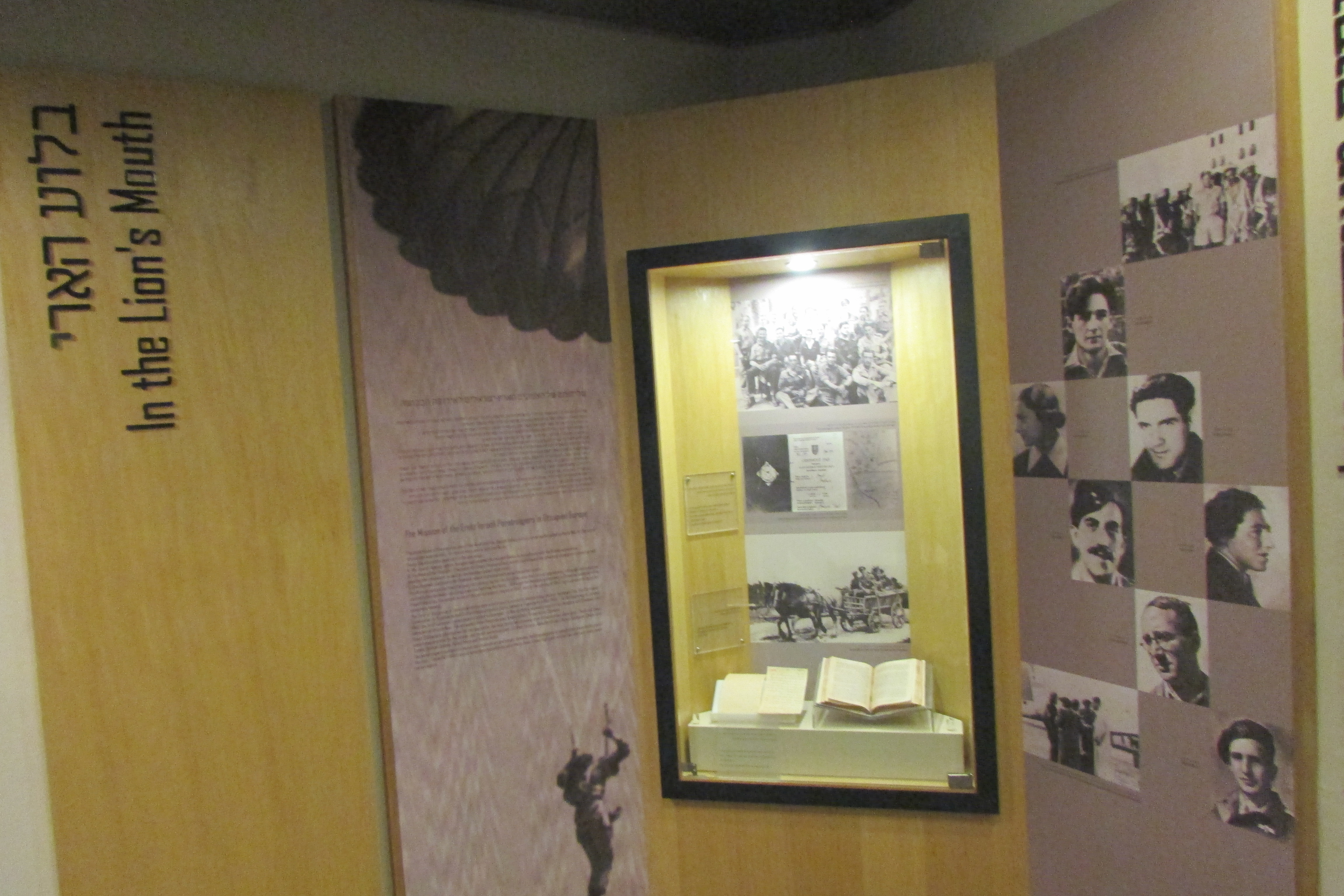
Tentoonstelling in het Beyt ha-Gdudim museum (2016, Avichajil, Israël).

De Joodse parachutisten uit mandaatgebied Palestina, ook bekend als de Yishuv Paratroopers, vormden een groep van 250 Joodse mannen en vrouwen in mandaatgebied Palestina die zich vrijwillig hadden aangemeld bij het Britse leger en die zich tussen 1943 en 1945 als parachutist in bezet Europa begaven. Hun missie was om het verzet tegen de Duitsers te organiseren en hulp te bieden bij de redding van geallieerde soldaten.

## Geschiedenis

### Missie
Van de aanvankelijk 250 vrijwilligers volgden 110 een training. 32 van hen kwamen uiteindelijk met een parachutesprong in Europa; vijf infiltreerden de te bereiken landen via een andere route. Meestal ging het om emigranten uit Europa, die al beschikten over kennis van de landen waar ze heen gezonden werden.
Drie van de parachutisten gingen naar Hongarije, negen naar Roemenië, waar ze geallieerde krijgsgevangenen hulp boden. Vijf van hen namen deel aan de Slowaakse Nationale Opstand in oktober 1944 en een ander zestal opereerde in Noord-Italië. Tien parachutisten ondersteunden Britse netwerkmissies met de Joegoslavische partizanen, twee anderen  bereikten Bulgarije, één parachutist ging naar Frankrijk en één naar Oostenrijk.
Op locatie slaagden de Joodse parachutisten (al dan niet na een parachutesprong) erin om contact te maken met de verschillende verzetsgroepen op de Balkan. Onmiddellijk na de bevrijding ondersteunden de parachutisten in Roemenië de organisatie van de emigratie naar Palestina.

### Duitse reactie
De Duitsers slaagden erin twaalf parachutisten gevangen te nemen, waarbij zeven werden geëxecuteerd. Drie van de geëxecuteerden waren gevangengenomen in Slowakije, twee werden gevangen in Hongarije en één in Italië. De parachutist in Frankrijk werd na zeven missies gepakt en vermoord.

### Herdenking
Na de oorlog werd het stoffelijk overschot van drie van de zeven vermoorde parachutisten overgebracht naar de Nationale Leger- en Politiebegraafplaats op de Herzlberg-begraafplaats in Jeruzalem. De overige vier kregen hier ook een eigen herdenkingsplaats.

## Leden

### Lijst met namen
Hieronder een lijst van namen van leden van de groep (niet compleet).
| Voornaam              | Achternaam   | Bijzonderheden |
| --------------------- | ------------ | --- |
| Arieh                 | Lupsesko     | |
| Yitzchak              | Ben-Efraim   | |
| Yeshayahu             | Trachtenberg | |
| Yehuda                | Gokovsky     | |
| Dov (Berger)          | Harari       | |
| Haviva                | Reik         | Doodgeschoten op 24 november 1944 in Slowakije                                                                       |
| Sara                  | Braverman    | Overleefde de oorlog en overleed in 2013.                                                                            |
| Tsadok                | Doron        | |
| Uriel                 | Kaner        | |
| Baruch                | Kamin        | |
| Hanna                 | Szenes       | Infiltreerde in Hongarije. Werd gevangengenomen en in 1944 in Boedapest geëxecuteerd.                                |
| Yoel                  | Palgi        | Infiltreerde in Hongarije en ontsnapte naar Palestina.                                                               |
| Stephan Rafael (Rafi) | Reiss        | Infiltreerde in Slovakije, werd gevangengenomen en gedood op 24 november 1944.                                       |
| Abba                  | Berdiczew    | Werd gevangengenomen in Slovakije en gedeporteerd naar concentratiekamp Mauthausen.                                  |
| Ephra                 | Dafni        | |
| Eli                   | Zohar        | |
| Reuven                | Dafni        | |
| Zvi                   | Ben Yaakov   | Gevangengenomen en gedood in Slowakije.                                                                              |
| Peretz                | Goldstein    | Parachutist in Joegoslavië, werd gevangengenomen en gedeporteerd naar concentratiekamp Oranienburg, waar hij omkwam. |
| Arieh                 | Lupesko      | Gevangengenomen in Roemenië, weer vrijgelaten en mocht naar Palestina terugkeren.                                    |
| Uriel                 | Kanar        | |
| Enzo                  | Sereni       | Neergeschoten op 18 november 1944 in concentratiekamp Dachau.                                                        |

### Begraafplaats
Op de Herzlberg liggen de volgende drie Joodse parachutisten begraven:
- Sergeant Haviva Reik (1914 – 1944[5]), Women's Auxiliary Air Force H.Q. en Special Operations Executive (SOE).
- Sergeant Stephan Rafael Reisz (1914/1915[6] – 1944), Royal Air Force Volunteer Reserve 159 G.H.Q. (Midden-Oosten) en SOE.
- Aircraftwoman 2nd Class Hannah Szenes (1921 – 1944[7]), Women’s Auxiliary Air Force en SOE.

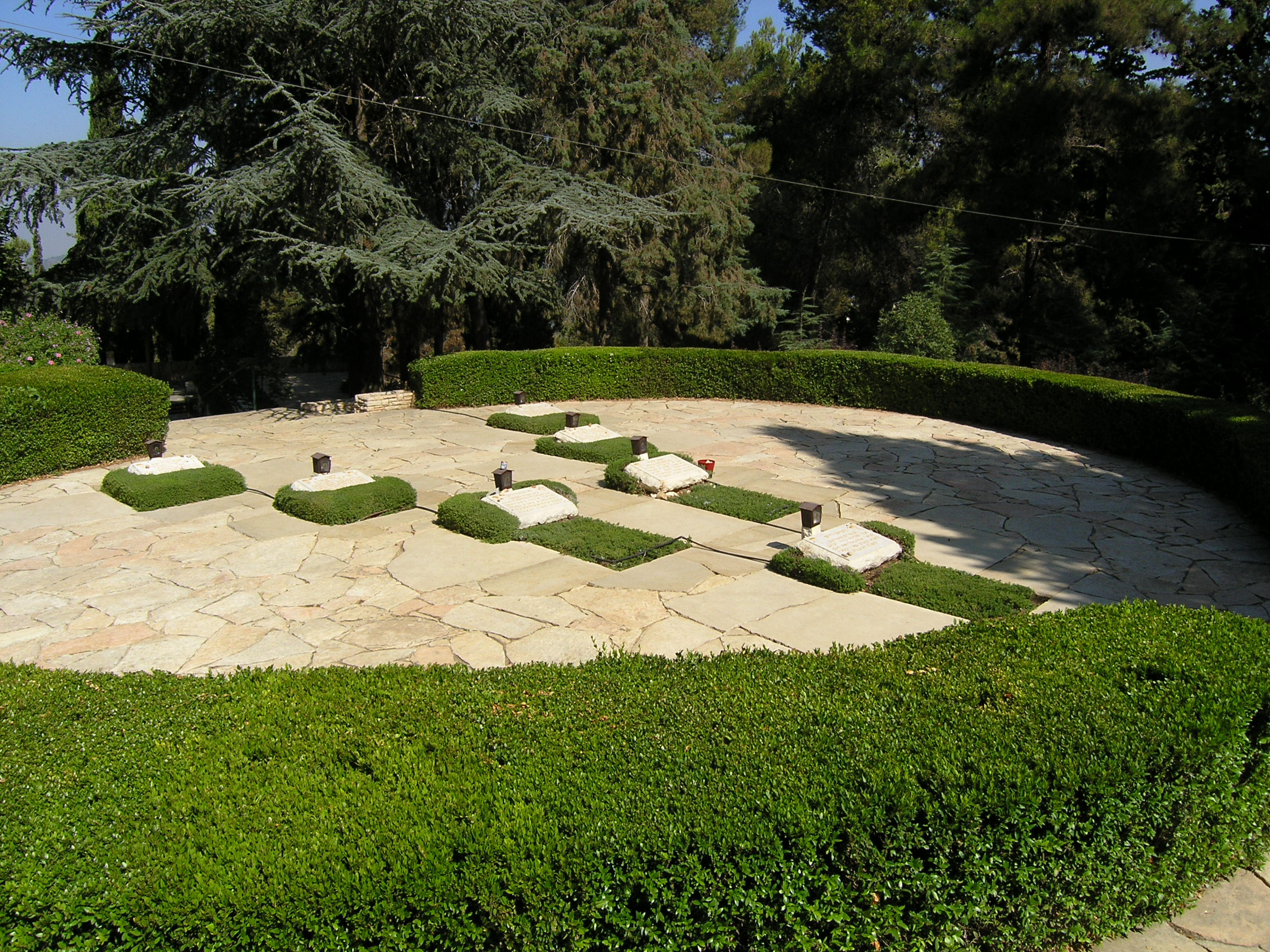
De zeven graven/herdenkingsplaatsen op de Herzlberg.